# Masaši Nakajama
Masaši Nakajama (* 23. září 1967) je bývalý japonský fotbalista a reprezentant.

## Reprezentační kariéra
Masaši Nakajama odehrál 53 reprezentačních utkání. S japonskou reprezentací se zúčastnil Mistrovství světa 1998 a 2002.

## Statistiky
| Japonsko | Japonsko | Japonsko |
| Roky     | Záp.     | Góly     |
| -------- | -------- | -------- |
| 1990     | 1        | 0        |
| 1991     | 0        | 0        |
| 1992     | 6        | 3        |
| 1993     | 8        | 4        |
| 1994     | 0        | 0        |
| 1995     | 4        | 1        |
| 1996     | 0        | 0        |
| 1997     | 2        | 2        |
| 1998     | 10       | 4        |
| 1999     | 1        | 0        |
| 2000     | 7        | 6        |
| 2001     | 8        | 1        |
| 2002     | 3        | 0        |
| 2003     | 3        | 0        |
| Celkem   | 53       | 21       |